# Boušovka
Boušovka je přírodní památka východně od obce Licibořice v okrese Chrudim. Spravuje ji Agentura ochrany přírody a krajiny ČR – RP Východní Čechy. Předmětem ochrany je mělký lesní rybníček s výskytem růžové formy leknínu bílého (Nymphaea alba).